# 稻草石蒜
稻草石蒜（学名：Lycoris straminea）是石蒜科石蒜属的植物。分布在日本以及中国大陆的浙江、江苏等地，一般生长在阴湿山坡。